# ボーマ空港
ボーマ空港（Boma Airport）は、コンゴ民主共和国コンゴ中央州ボーマの空港。